# Trichoura tankwa
Trichoura tankwa là một loài ruồi trong họ Asilidae. Trichoura tankwa được Londt miêu tả năm 1994. Loài này phân bố ở vùng nhiệt đới châu Phi.